# 茨城県道・栃木県道41号つくば益子線
茨城県道・栃木県道41号つくば益子線（いばらきけんどう・とちぎけんどう41ごう つくばましこせん）は、茨城県つくば市から栃木県芳賀郡益子町に至る県道（主要地方道）である。

## 概要
茨城県つくば市上大島を起点に北上して、桜川市の真壁町地区、同市岩瀬地区を経由して終点の栃木県益子町まで南北に続く延長約36キロメートル (km) の主要地方道である。
つくば市から岩瀬までの区間は、かつての筑波鉄道筑波線（現在は茨城県道505号桜川土浦潮来自転車道線）とほぼ併走するルートである。起点から桜川市真壁町酒寄までの一部区間（約1.4 km）は、旧筑波線鉄道線路跡用地を県が買い取り本路線のバイパスとして整備した経緯から、桜川土浦潮来自転車道線を走行してきた自転車は同区間が重複区間となり、当道の歩道部分を走行することになる。

### 路線データ
- 起点：茨城県つくば市上大島字境ノ町1160番1・1160番2・1164番3合併地番（茨城県道14号筑西つくば線交点）[1]
- 終点：栃木県芳賀郡益子町大字益子（栗崎交差点＝国道121号・国道294号交点）
- 総延長：35.632 km（茨城県区間：27.260 km[2]、栃木県区間：8.372 km）
- 重用延長：*.* km（茨城県区間：1.196 km[2]、栃木県区間：*.* km）
- 未供用延長：なし（茨城県区間：0.0 km[2]、栃木県区間：*.* km）
- 実延長：34.436 km（茨城県区間：26.064 km[2]、栃木県区間：8.372 km）
- 自動車交通不能区間延長[注釈 1]：なし（茨城県区間：0.0 km[2]、栃木県区間：*.* km）
- 認定：1972年（昭和47年）3月1日

## 歴史
1972年（昭和47年）3月1日、前身にあたる岩瀬真壁線（西茨城郡岩瀬町 - 真壁郡真壁町、整理番号155）、岩瀬益子線（西茨城郡岩瀬町 - 栃木県芳賀郡益子町、整理番号289）の全部および、赤浜上大島真壁線の一部（筑波郡筑波町大字上大島 - 真壁郡真壁町、整理番号156）を廃止・統合して、新たな主要地方道として起点を茨城県筑波郡筑波町、終点を栃木県芳賀郡益子町とする区間を筑波益子線（整理番号39）として路線認定した県道である。1988年（昭和63年）に起点の筑波町がつくば市に編入されたことを反映し、1995年（平成7年）に行われた茨城県道の路線再編の際に、路線名称と路線番号を現在のつくば益子線（整理番号41）に変更し、現在に至る。

### 年表
- 1959年（昭和34年）10月14日：本路線の前身である県道岩瀬真壁線（岩瀬町岩瀬 - 真壁町真壁、図面対照番号96）、県道赤浜上大島真壁線（明野町赤浜 - 真壁町真壁、図面対照番号97）、県道岩瀬益子（岩瀬町岩瀬 - 益子町、図面対照番号233）、が茨城県より線路線認定される[3]。
- 1972年（昭和47年）3月1日
  - 茨城県が筑波益子線（整理番号39）として路線認定[4]。
  - 茨城県区間である筑波郡筑波町大字上大島 - 西茨城郡岩瀬町大字大泉の区間（延長24.040 km）を道路区域に決定、供用開始[5]。
  - 前身にあたる岩瀬真壁線（西茨城郡岩瀬町 - 真壁郡真壁町、整理番号155）、赤浜上大島真壁線（真壁郡明野町大字赤浜 - 同郡真壁町、整理番号156）、岩瀬益子線（西茨城郡岩瀬町 - 栃木県芳賀郡益子町、整理番号289）を廃止[6]。
- 1973年（昭和48年）9月17日：真壁郡真壁町大字山尾 - 大字桜井の新道の一部を供用開始[7]。
- 1974年（昭和49年）
  - 2月5日：栃木県道筑波益子線として認定。
  - 10月12日：真壁郡真壁町大字飯塚 - 大字山尾 - 大字白井（真壁長岡郵便局前）の新道（3.023 km）が開通。旧道区間（2.23 km）が指定解除されて町道に降格[8]。
- 1976年（昭和51年）3月31日：西茨城郡岩瀬町大字大泉地内（1.735 km）の道路拡幅改良供用開始[9]。
- 1977年（昭和52年）5月16日：真壁郡真壁町大字上小幡 - 同郡大和村大字大曾根（1.42 km）を道路拡幅改良供用開始[10]。
- 1980年（昭和55年）
  - 9月16日：真壁郡真壁町大字田 - 同町大字山尾（真壁消防署前交差点）の新道（約1.4 km）を供用開始[11]。
  - 11月13日：真壁郡真壁町大字上小幡 - 同郡大和村大字大曾根の道路改良工事完成により、旧道（1.422 km）が指定解除され真壁町道・大和村道に降格[12]。
- 1986年（昭和61年）3月3日：真壁郡真壁町大字羽鳥 - 同町大字田の新道（約0.8 km）が開通[13]。
- 1987年（昭和62年）7月13日：筑波郡筑波町大字上大島 - 真壁郡真壁町大字酒寄の旧筑波鉄道筑波線跡（1.515 km）、真壁郡真壁町大字椎尾 - 大字東山田の新道（約1.3 km）が開通[14]。
- 1988年（昭和63年）1月21日：真壁郡真壁町大字東山田 - 同町大字羽鳥の新道の一部区間（1.0 km）が開通[15]。
- 1990年（平成2年）
  - 3月1日：真壁郡真壁町大字椎尾（現セブンイレブン椎尾真壁店前） - 大字古城（真壁消防署前）の旧道（5.11 km）が指定解除され町道へ降格する[16]。
  - 3月19日：
    - つくば市大字上大島 - 真壁町大字椎尾（現セブンイレブン椎尾真壁店前）までバイパス延伸する道路区域（2.675 km）が決定する[17]。
    - 真壁郡大和村大字本木 - 鍬田交差点 - 西茨城郡岩瀬町大字岩瀬（元岩瀬交差点）のバイパスを新設する道路区域（3.727 km）が決定する[18]。

  - 3月29日：真壁郡大和村大字本木 - 西茨城郡岩瀬町大字鍬田（国道50号・鍬田交差点）のバイパス道路（約2.0 km）が開通する[19]。
  - 4月5日：つくば市大字上大島（主要地方道下館つくば線交点） - 真壁町大字酒寄の筑波鉄道筑波線跡に、バイパス道路（約1.4 km）を供用開始[20]。
  - 12月17日：西茨城郡岩瀬町大字犬田 - 大字岩瀬（元岩瀬交差点）の旧道区間（2.16 km）が指定解除により岩瀬町道へ降格[21]。
- 1993年（平成5年）5月11日 - 建設省から、県道筑波益子線がつくば益子線として主要地方道に指定される[22]。
- 1993年（平成5年）9月16日：岩瀬町大字飯淵 - 大字大泉のバイパス化改良する道路区域（850 m）が決定する[23]。
- 1995年（平成7年）3月30日：茨城県区間において、筑波町が合併によりつくば市となったことからつくば益子線に改称。栃木県道側は改称実施せず、筑波益子線の名称を維持。同時に整理番号39から現在の番号（整理番号41）に変更される[24]。
- 1997年（平成9年）6月2日：岩瀬町大字飯渕 - 大字大泉の旧道が県道指定解除され町道に降格する[25]。
- 1998年（平成10年）3月19日：真壁町大字酒寄 - 同町大字椎尾までの旧道区間（2.508 km）が県道指定解除により町道降格する[26]。
- 2001年（平成13年）3月1日：茨城県つくば市上大島 - 真壁郡真壁町大字山尾、西茨城郡岩瀬町大字御領1丁目 - 同郡同町大字大泉の各区間が、通行する車両の最大重量限度25トンの道路に指定される[27]。
- 2005年（平成17年）12月15日：つくば市上大島地内の狭隘な旧道（485 m）が指定解除され、つくば市道へ降格。起点が現在地に移る[1]。
- 2006年（平成18年）8月17日：桜川市鍬田（国道50号・鍬田交差点） - 桜川市飯渕（現道合流）の区間（1.9 km）にバイパスを新設する道路区域が決定する[28]。
- 2008年（平成20年）4月1日：栃木県道側がつくば益子線に改称。

## 路線状況
道路法の規定に基づき、茨城県内のつくば市上大島（主要地方道筑西つくば線交差） - 桜川市鍬田（鍬田交差点）間および、桜川市西桜川（元岩瀬交差点） - 同市大泉（栃木県界）間は、緊急輸送道路として機能を維持するため、災害発生時の被害拡大防止を目的に道路用地内に電柱を建てることが制限されている。

### 重複区間
- 国道50号（茨城県桜川市鍬田 鍬田交差点 - 同市西桜川 元岩瀬交差点：約1.2 km）
- 茨城県道505号桜川土浦潮来自転車道線（起点 - 桜川市真壁町酒寄：約1.4 km）

### 道路施設
- 筑紫橋（寺沢、桜川市真壁町椎尾）
- 椎尾橋（紫尾川、桜川市真壁町椎尾）
- 双又橋（後川、桜川市真壁町東山田 - 真壁町羽鳥）
- 新男女川橋（男女川、桜川市真壁町羽鳥）
- 境橋（二神橋、桜川市真壁町白井 - 真壁町長岡）
- 新山口橋（山口川、桜川市真壁町田 - 真壁町山尾）
- 下小幡橋（仲沢、桜川市真壁町下小幡）
- 上小幡橋（樺穂南沢、桜川市真壁町上小幡）
- 七大橋（大の川、桜川市真壁町上小幡）
- 大和橋（谷部沢、桜川市本木）
- 岩瀬跨線橋（JR水戸線、桜川市犬田）− 犬田バイパス
- 虎丸橋（大川、桜川市岩瀬 - 富谷）
- 本沼ロードパーク（栃木県芳賀郡益子町本沼）

## 地理
茨城県内は、筑波山地の西側山麓に沿って南北に縦貫する。

### 通過する自治体
- 茨城県
  - つくば市
  - 桜川市
- 栃木県
  - 芳賀郡益子町

### 交差する道路

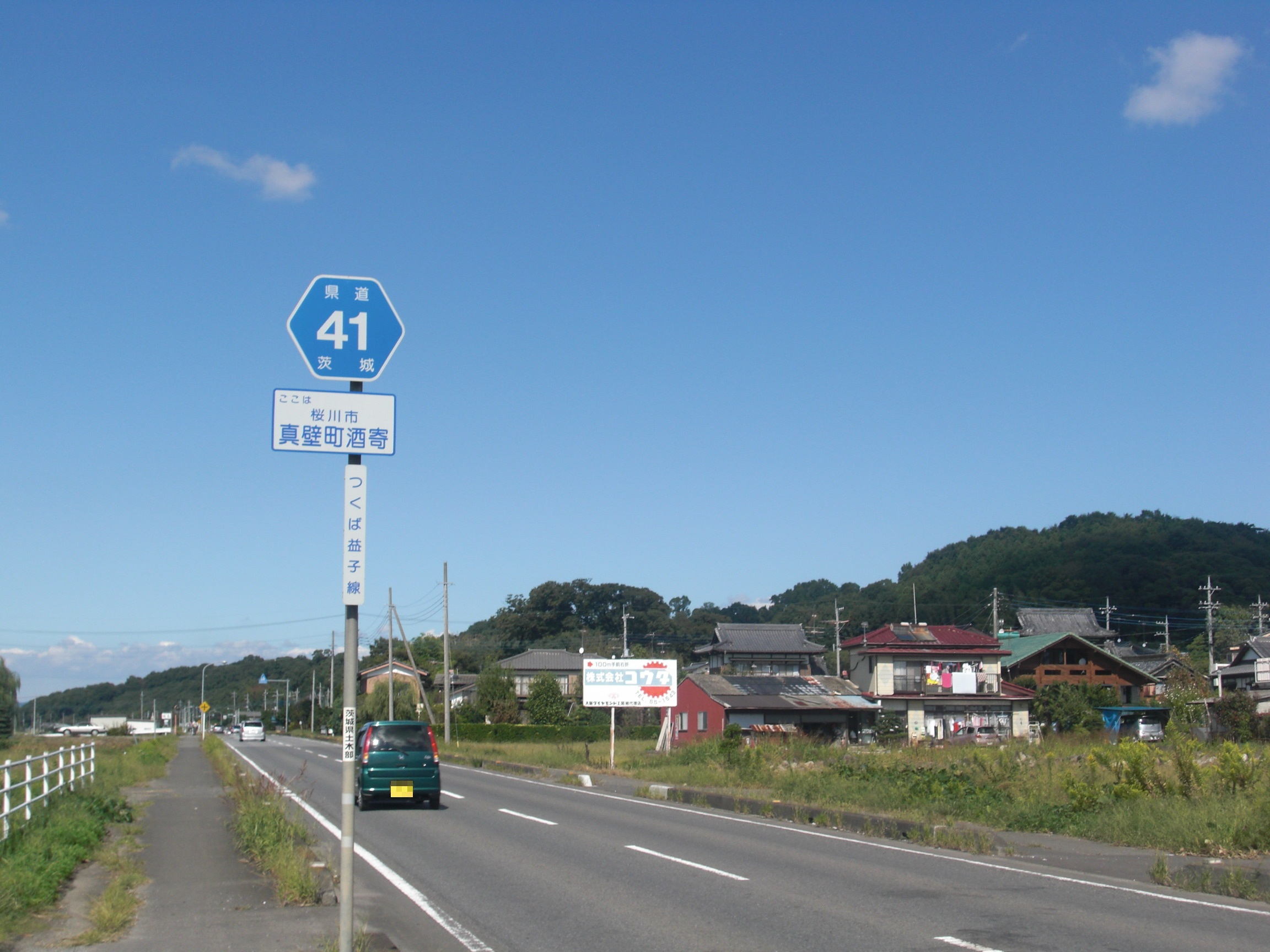
茨城県道41号つくば益子線・茨城県桜川市真壁町酒寄にて（2010年10月）

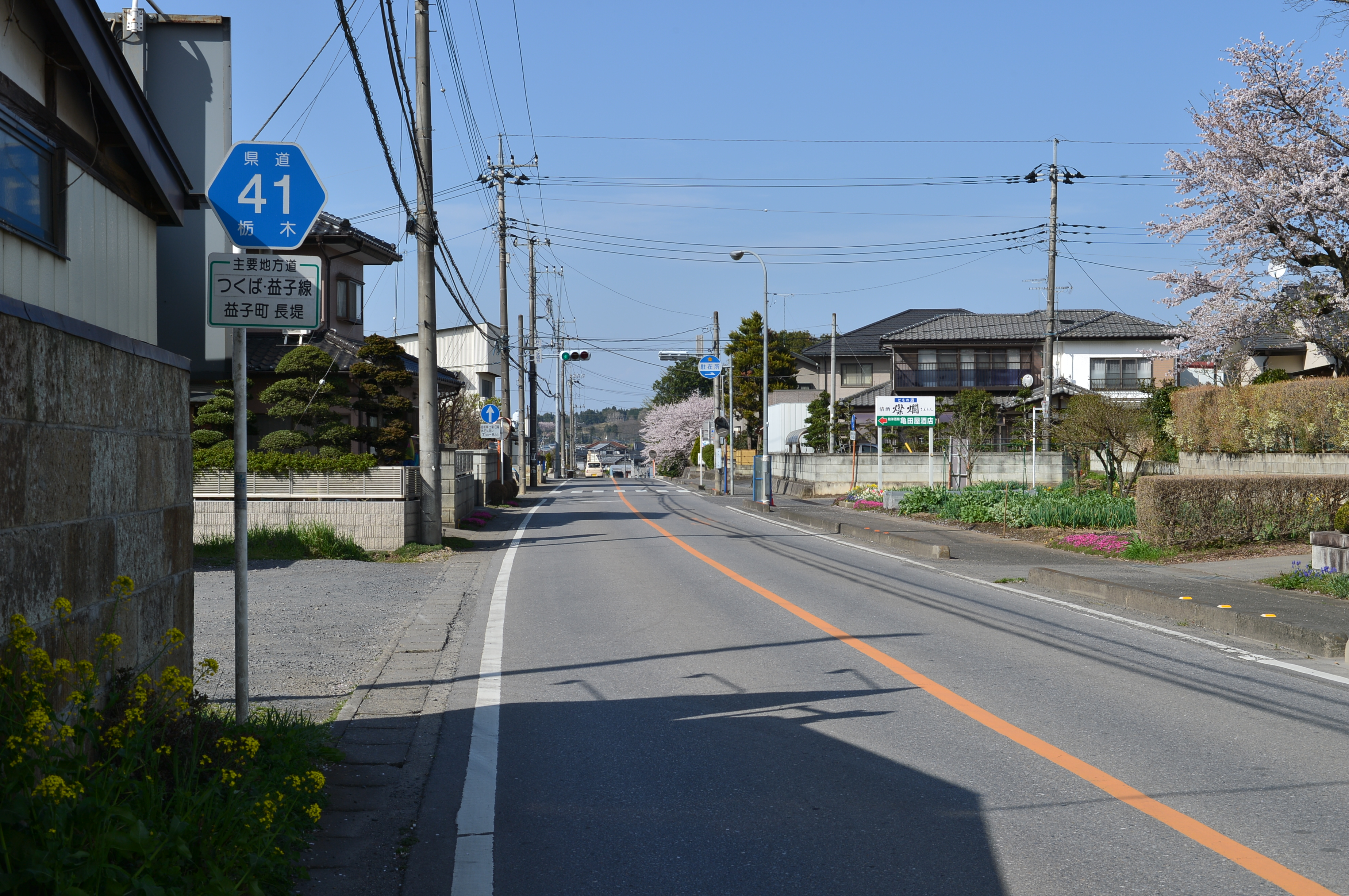
栃木県道41号つくば益子線・栃木県益子町長堤にて（2016年4月）

- 茨城県道505号桜川土浦潮来自転車道線（桜川市真壁町酒寄）
- 茨城県道148号東山田岩瀬線（桜川市椎尾）
- 茨城県道150号月岡真壁線（桜川市真壁町田）
- 茨城県道7号石岡筑西線（桜川市・消防署前交差点）
- 茨城県道218号大塚真壁線（桜川市白井）
- 茨城県道149号横塚真壁線（桜川市真壁町長岡）
- 茨城県道343号木崎雨引線（桜川市大曽根交差点）
- 茨城県道152号雨引観音線（桜川市本木）
- 茨城県道505号桜川土浦潮来自転車道線（桜川市犬田）
- 国道50号（桜川市鍬田）
- 国道50号（桜川市西桜川）
- 茨城県道289号富谷稲田線（桜川市富谷）
- 茨城県道119号真岡岩瀬線（桜川市大泉）
- 栃木県道257号西小塙真岡線（芳賀郡益子町長堤）
- 栃木県道108号益子停車場線（芳賀郡益子町益子）
- 栃木県道230号下大羽益子線（芳賀郡益子町益子交差点）
- 国道121号・国道294号（芳賀郡益子町益子、終点）

### 沿線にある施設など
- つくし湖（桜川市真壁町）
- 雨引観音（桜川市本木）
- 富谷観音（桜川市富谷）
- 真岡鐵道益子駅（芳賀郡益子町大字益子）
- 道の駅ましこ（芳賀郡益子町大字長堤）